# 矮蔺藨草
矮蔺藨草（学名：Trichophorum pumilum）也称矮针蔺，为莎草科蔺藨草属下的一个种。